# Sibine giseldans
Sibine giseldans är en fjärilsart som beskrevs av Dyar 1927. Sibine giseldans ingår i släktet Sibine och familjen snigelspinnare. Inga underarter finns listade i Catalogue of Life.